# Handball-Oberliga Rheinland-Pfalz/Saar
Die Handball-Oberliga Rheinland-Pfalz/Saar (OL-RPS) ist eine der zwölf Staffeln der Handball-Oberliga des Deutschen Handballbundes und die höchste Spielklasse der vier selbständigen Landesverbände Rheinhessen (HVR), Rheinland (HVRL), Pfalz (PfHV) und Saar (HVS), welche ursprünglich zu dem im Jahre 2011 aufgelösten Regionalverband Südwestdeutscher Handballverband (SWHV) gehörten. Ab der Saison 2024/25 wird die Oberliga-RPS in Handball-Regionalliga Südwest umbenannt.

## Geschichte
Die Oberliga Rheinland-Pfalz/Saar ist nach der Bundesliga, der 2. Bundesliga und der 3. Liga die vierthöchste Spielklasse im deutschen Handball und beinhaltet aktuell den Spielbetrieb für die Männer- und Frauenmannschaften im Erwachsenenhandball sowie für die männlichen und weiblichen A, B und C Mannschaften im Jugendhandball. Der Handballverband Rheinland (HVRL) war bei der Ligagründung nicht dabei, sondern ist erst zur Saison 2006/07 dem Verbund beigetreten.
Mit Beginn der Saison 2024/25 wird die Oberliga Rheinland-Pfalz/Saar (OL-RPS) in Handball-Regionalliga Südwest umbenannt. Auch die RL-Südwest wird von den Landesverbänden RPS organisiert. Die RL-SW der Männer soll mit 14 Mannschaften und die der Frauen mit 12 Mannschaften gebildet werden. Bei den Männern steigt der Meister direkt in die 3. Liga auf, während bei den Frauen sich der Meister erst über eine Aufstiegsrelegation zur 3. Liga (Frauen) qualifizieren kann. Die bisher untergeordneten RPS-Ligen sollen ebenfalls ab 2024/25 in Oberliga umbenannt werden. Es steigen so viele Mannschaften ab, bis die Staffelstärke von 14 Teams (Frauen 12 Teams) incl. zwei Aufsteigern aus den Oberligen und möglichen Absteigern aus der 3. Liga erreicht ist.

## Meister

### Männer
Meister und Aufsteiger seit Ligabeginn

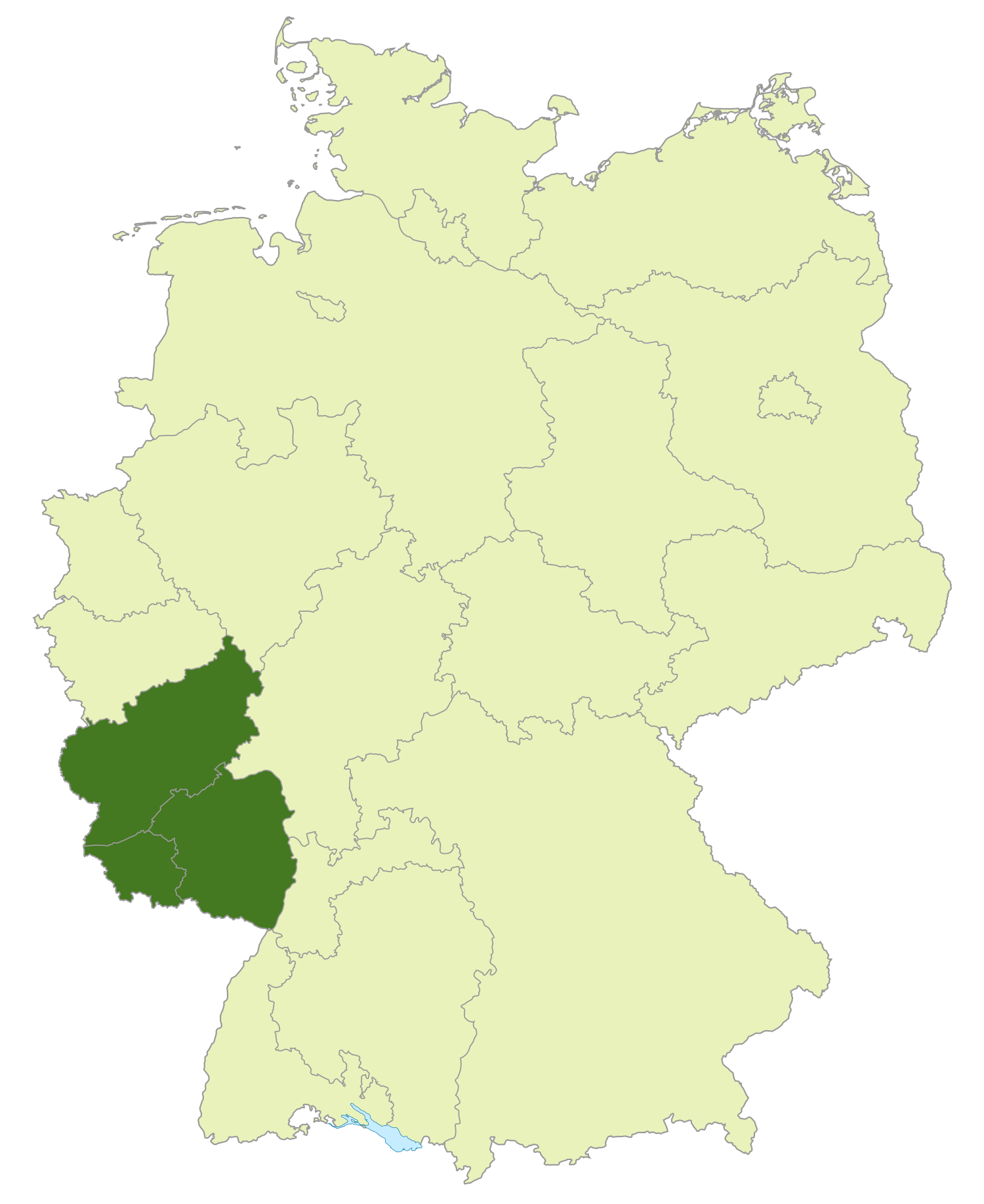
Bereich der Region Rheinland-Pfalz/Saar (grün)

| Saison  | Meister               |
| ------- | --------------------- |
| 2001/02 | noch kein Ligabetrieb |
| 2002/03 | DJK SF Budenheim      |
| 2003/04 | TBS Saarbrücken       |
| 2004/05 | MSG HF Illtal         |
| 2005/06 | TV Hochdorf           |
| 2006/07 | DJK SF Budenheim      |
| 2007/08 | MSG HF Untere Saar    |
| 2008/09 | VTV Mundenheim        |
| 2009/10 | HV Vallendar          |

| Saison  | Meister                  |
| ------- | ------------------------ |
| 2010/11 | TV Nieder-Olm            |
| 2011/12 | SV 64 Zweibrücken        |
| 2012/13 | VT Zweibrücken-Saarpfalz |
| 2013/14 | SV 64 Zweibrücken        |
| 2014/15 | TSG Haßloch              |
| 2015/16 | VTV Mundenheim           |
| 2016/17 | TuS 04 Dansenberg        |
| 2017/18 | VT Zweibrücken-Saarpfalz |
| 2018/19 | TV Hochdorf              |

| Saison  | Meister           |
| ------- | ----------------- |
| 2019/20 | SV 64 Zweibrücken |
| 2020/21 | DJK SF Budenheim  |
| 2021/22 | VTV Mundenheim    |
| 2022/23 | TV Homburg        |
| 2023/24 | VTV Mundenheim    |
| 2024/25 |                   |
| 2025/26 |                   |
| 2026/27 |                   |
| 2027/28 |                   |

 Meisterschaft wurde wegen COVID-19-Pandemie nicht ausgespielt, Aufsteiger war DJK SF Budenheim.

### Frauen
Meister und Aufsteiger seit 2010
| Saison  | Meister                        |
| ------- | ------------------------------ |
| 2010/11 | SG Bretzenheim                 |
| 2011/12 | TG Konz                        |
| 2012/13 | HSG Mülheim-Kärlich/Bassenheim |
| 2013/14 | TSV 1886 Kandel                |
| 2014/15 | Roude Léiw Bascharage          |

| Saison  | Meister                                  |
| ------- | ---------------------------------------- |
| 2015/16 | TSV 1886 Kandel                          |
| 2016/17 | SG Ottersheim/Bellheim/Z.                |
| 2017/18 | 1. FSV Mainz 05 II / DJK SF Budenheim II |
| 2018/19 | HSG Marpingen/Alsweiler                  |
| 2019/20 | HSG Wittlich                             |

| Saison  | Meister                  |
| ------- | ------------------------ |
| 2020/21 | HSG Hunsrück             |
| 2021/22 | TSV 1886 Kandel (R)      |
| 2022/23 | HSG Marpingen/Alsweiler  |
| 2023/24 | FSG Ketsch/Friesenheim 2 |
| 2024/25 |                          |

(R) = Rückzug, kein Aufsteiger  Meisterschaft wurde wegen COVID-19-Pandemie nicht ausgespielt, Aufsteiger war HSG Hunsrück.